# Codificatie
Codificatie (Latijn codex, wetboek + facere, maken, dus letterlijk het maken van een wetboek) is het zo volledig mogelijk en systematisch op schrift stellen van recht, waaraan de overheid uitsluitende gelding of exclusieve werking verleent. Door deze exclusiviteit verkrijgt de codificatie ook de pretentie van volledigheid. Codificatie kan betrekking hebben op een bepaald rechtsgebied, bijvoorbeeld het privaatrecht. De term is afkomstig van Jeremy Bentham (1748-1832).

## Functie
Codificatie moet rechterlijke willekeur voorkomen en de rechtszekerheid vergroten. Hieraan dragen het legaliteitsbeginsel, ne bis in idem (niet twee keer voor hetzelfde) en verjaring bij.
Codificatie heeft drie voorwaarden:
- op schrift gesteld recht (ius ex scripto);
- een overheid met gezag;
- volledigheid van het recht.

Gewoonterecht en natuurrecht zijn ongeschreven recht (ius ex non scripto) en vallen daarom niet onder gecodificeerd recht.
Er werd wel gevreesd dat codificatie de rechtswetenschap overbodig zou maken en de rechtspraak de handen zou binden. Naarmate de wetboeken ouder werden, veranderden de omstandigheden en waren wetenschap en rechtspraak juist de instrumenten om ze in de veranderde tijd te kunnen blijven gebruiken. 

## Geschiedenis

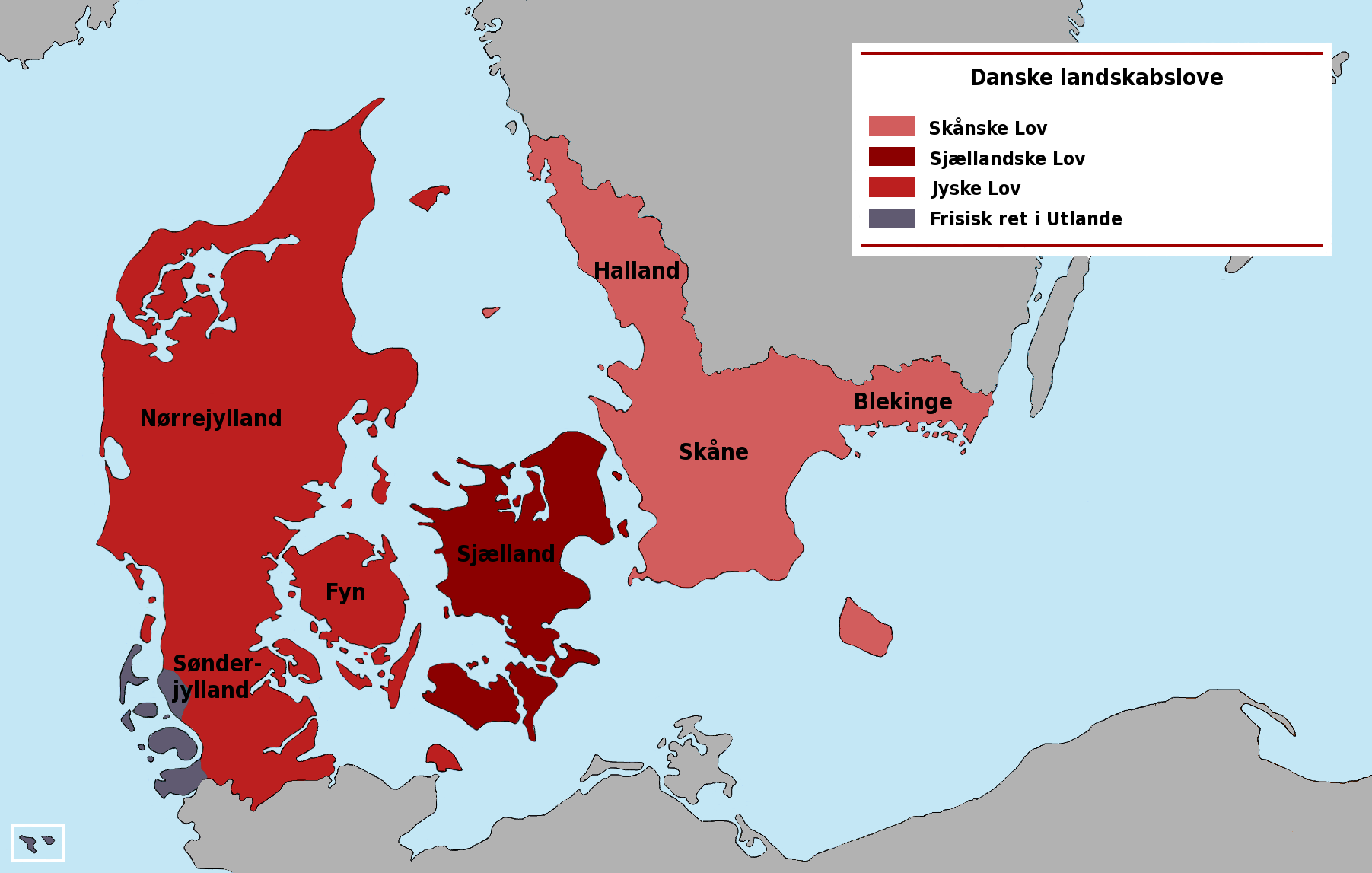
In laatmiddeleeuws Denemarken zijn er voor drie rijksdelen wetboeken geschreven. Het Noord-Friese recht was nog niet gecodificeerd

Codificatie komt al voor sinds de Oudheid. Tot de oudste codificaties behoren de Codex Hammurabi en de Leges duodecim tabularum (Wetten van de Twaalf Tafelen) in het Romeins recht.

### Middeleeuwen
Na het verdwijnen van het Romeinse Rijk was er in continentiaal vroegmiddeleeuws West-Europa geen sprake van wetgeving en ontwikkelde het recht zich alleen door gewoonterecht (costume). In de 12e en vooral 13e eeuw veranderde dit, toen verschillende particulieren en overheden het gewoonterecht begonnen te codificeren. Hoewel hiermee de rechtszekerheid toenam, behield het recht een veelal lokaal karakter en bleef er grote geografische verscheidenheid bestaan binnen hetzelfde rechtsgebied. Voorbeelden zijn de Codex Holmiensis (1241) en de Codex Runicus (ca. 1300), die de burgerlijke wetboeken van de Jutlandse respectievelijk Skånske wet bevatten (naast de Seelandse wet van ca. 1200) voor de verschillende rijksdelen van Denemarken. Dit zorgde voor veel verwarring, waardoor het verlangen ontstond naar meer zekerheid, eenheid en vereenvoudiging. Codificatie werd door vorsten niet alleen gebruikt om eenheid te brengen in de bestaande rechtsstelsels, maar ook om boven de lokale en provinciale wetgeving een begin te maken met nationaal recht.

### Vroegmoderne tijd
In 1454 vaardigde koning Karel VII van Frankrijk in Montils-lès-Tours de ordonnantie uit dat alle costumen in Frankrijk in de lokale taal moesten worden gecodificeerd. Keizer Karel V vaardigde in 1531 het homologatiebevel uit voor de Habsburgse Nederlanden: alle gewesten moesten hun costumen optekenen en ter goedkeuring naar Brussel sturen. De gewestelijke machthebbers in met name de Noordelijke Nederlanden (behalve het recentelijk veroverde en bezette Friesland) boden hier weerstand tegen, omdat ze daarmee hun feodale autonomie en identiteit, die zij graag wilden behouden (=particularisme), deels dienden af te staan aan de centrale rijksoverheid. Het bevel moest daarom in de 16e eeuw nog meerdere keren worden herhaald en uiteindelijk werden ook in het noorden en oosten het gewoonterecht en landrecht gecodificeerd. Uiteindelijk werden er in totaal zo'n 700 costumen opgetekend, vooral uit de Zuidelijke Nederlanden; Karel V schafte er 600 af.
In de 17e eeuw maakten juristen in Frankrijk een begin met het deels codificeren van met name het procesrecht en het handelsrecht. Vooral in de tweede helft van de 18e eeuw ontstond er een grote Europese codificatiebeweging onder invloed van de Verlichting. Men wilde, naast rechtsvereenvoudiging en -eenheid, rechtsvernieuwing en dat rechtsvorming primair in handen zou moeten zijn van de wetgever, niet de rechter.

### Moderne tijd
Het begrip verwijst ook naar bijvoorbeeld de napoleontische Code Civil en wetboeken die daarna tot stand zijn gekomen, zoals het Duitse Bürgerliches Gesetzbuch en de Burgerlijk Wetboeken van België en Nederland. De totstandkoming van dergelijke codificaties is onderwerp van rechtshistorisch onderzoek.